# باجناكو

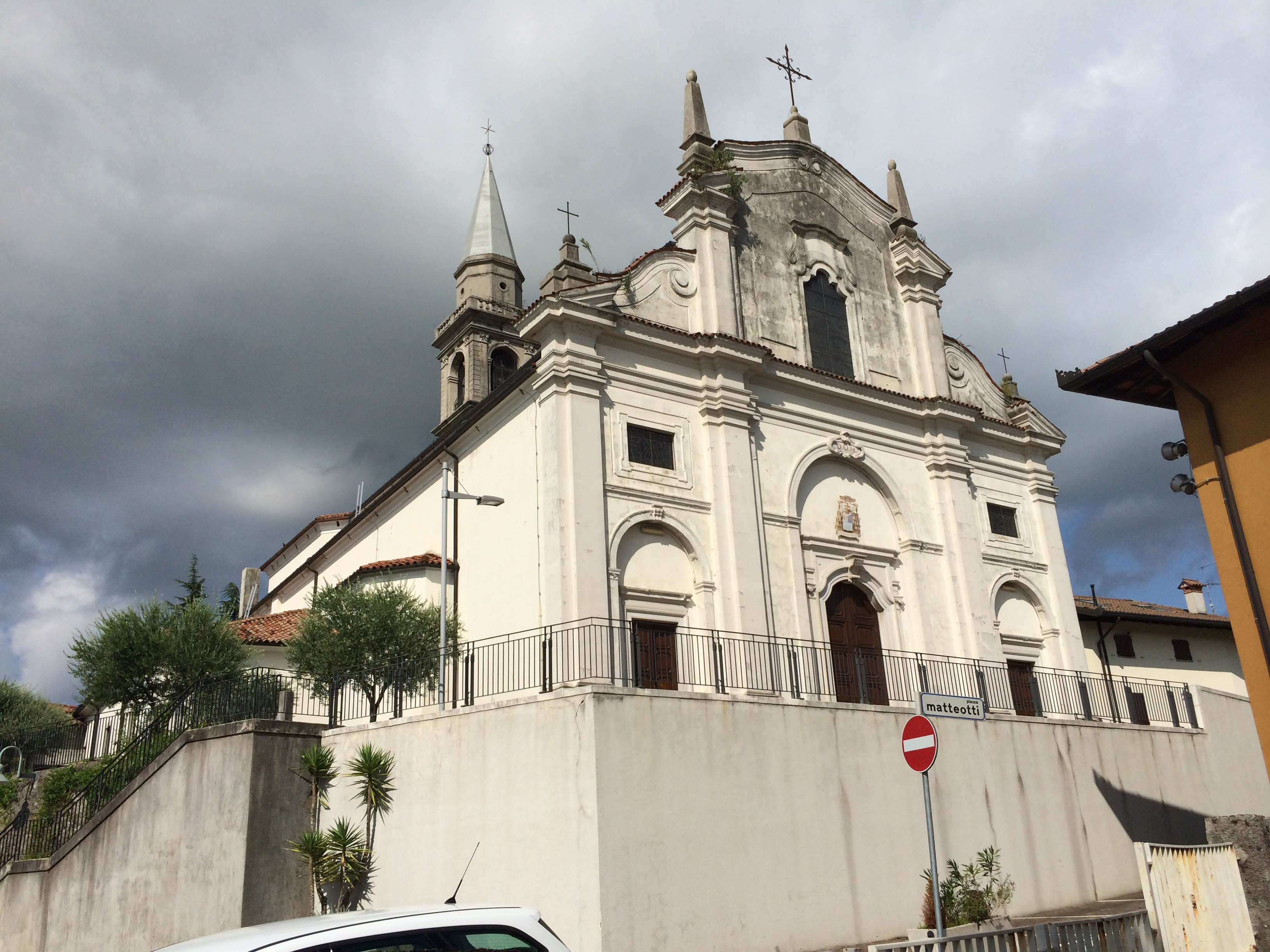
كنيسة سان جورجيو

باجناكو هي كوموني (بلدية) في مقاطعة أوديني في منطقة فريولي فينيتسيا جوليا الإيطالية،
وتقع على بعد حوالي 70 كيلومتر (43 ميل) شمال غرب ترييستي وحوالي 7 كيلومتر (4 ميل) شمال غرب أوديني . وفي 31 ديسمبر 2004 ، سجّلت بانياكو 4824 نسمة وبمساحة 14.9 كيلومتر مربع (5.8 ميل2) . 
تتضمّن بلدية بانياكو عدد من مناطق فراتسيوني والتي تشمل التقسيمات الفرعية للمنطقة والقرى الرئيسية والصغيرة مثل كاستيليريو، فونتانابونا، لاتزاكو، مودوليتو، بلاينو، وزامبيس وتحدّ بانياكو البلديات الآتية:
- كولوريدودي مونت ألبانو
- مارتينياكو
- موروزو
- تافاجناكو
- تريتيسيمو

## المدن الشقيقة
- سيلدومولك

## روابط خارجية
- www.comune.pagnacco.ud.it/